# ももいろ あんずいろ さくらいろ
『ももいろ あんずいろ さくらいろ』は、咲による日本の漫画作品。NTTソルマーレが運営する電子書籍配信サイト『コミックシーモア』のオリジナルコミックレーベル『スキして?桃色日記』（シーモアコミックス）で2013年より連載され、完結後も配信されている。略称はももあん。単行本は竹書房より刊行された。
2021年2月から奥仲麻琴と岐洲匠の主演でテレビドラマ化されている。

## 書誌情報
- 咲『ももいろ あんずいろ さくらいろ』竹書房〈バンブーコミックス 潤恋オトナセレクション〉、全3巻
  1. 2014年08月25日発売[4]、ISBN 978-4-8124-8771-6
  2. 2014年10月25日発売[5]、ISBN 978-4-8019-5011-5
  3. 2015年04月25日発売[6]、ISBN 978-4-8019-5232-4
- 咲『新装版 ももいろ あんずいろ さくらいろ』竹書房〈バンブーコミックス 潤恋オトナセレクション〉、全2巻[注釈 1]
  1. 上巻 2021年3月5日発売[7]、ISBN 978-4-8019-7282-7
  2. 下巻 2021年3月5日発売[8]、ISBN 978-4-8019-7283-4

## テレビドラマ
2021年2月21日から3月28日まで朝日放送テレビの「ドラマ+」枠内で放送されていた。全6話。
主演は当初、筧美和子・岐洲匠となる予定だったが、クランクイン直前で、筧が新型コロナウイルス感染症陽性反応者の濃厚接触者に該当したため、奥仲麻琴に変更した。
2021年4月15日には、「桃色 杏色 櫻色」のタイトルで台湾のKKTVにて配信された。
原作では4人とも大学生の設定だったが、テレビドラマでは会社員の設定に変更されている。

### キャスト
川上杏（かわかみあんず）〈24〉
演 - 奥仲麻琴
会社員3年目。有香の親友。友人の協力ばかりをし、自分を後回しにしてしまう性格。
黒田哲也（くろだてつや）〈22〉
演 - 岐洲匠
新入社員。杏の後輩。ストレートな発言が多いが、根はやさしい。
根岸有香（ねぎしゆか）〈24〉
演 - 鈴木ゆうか
会社員3年目。杏の親友で同僚。
安藤翔（あんどうかける）〈22〉
演 - 中原弘貴
新入社員。哲也の親友で同僚。優しく社交的な性格。
円山環（まるやまたまき）〈27〉
演 - 高田里穂
フリーのデザイナーとして、杏たちの会社に派遣される。哲也の元彼女。
源真司（みなもとしんじ）〈47〉
演 - 小田井涼平
杏たちの上司。バツイチ子持ち。
正田大（まさだまさる）〈36〉
演 - 喜矢武豊
哲也たちの行きつけのバー「apricot」の雇われ店長。

### スタッフ
- 原作 - 咲 『ももいろ あんずいろ さくらいろ』（コミックシーモア）
- 脚本 - 保木本真也、松本美弥子
- 音楽 - 戸田有里子
- チーフプロデューサー - 山崎宏太（朝日放送テレビ）
- プロデューサー - 中田陽子（朝日放送テレビ）、伊藤茜（The icon）
- 演出 - 酒見顕守、宮下直之
- 制作協力 - The icon
- 制作著作 - 朝日放送グループホールディングス、朝日放送テレビ

### 音楽
「GO!!」
Zero PLANETによるオープニングテーマ。作詞・作曲はkeiji。
「最後のキス」
Non Stop Rabbitによる主題歌。作詞・作曲は田口達也、編曲は鈴木Daichi秀行。

### 放送日程
- 放送日は制作局・朝日放送テレビ基準。

| 各話   | 放送日  | サブタイトル                                     | ラテ欄 | 脚本       | 演出     |
| ------ | ------- | ------------------------------------------------ | ------ | ---------- | -------- |
| 第1話  | 2月21日 | 最悪な出会い! ちょっとhな四角関係ラブ開花宣言!   |        | 保木本真也 | 酒見顕守 |
| 第2話  | 2月28日 | 私だけ見て…! 強引年下男子に恋心暴走!             |        | 保木本真也 | 酒見顕守 |
| 第3話  | 3月07日 | 最強ライバル登場! 過去を知る女と衝撃の再会…!     |        | 松本美弥子 | 酒見顕守 |
| 第4話  | 3月14日 | 過去を知る女と衝撃の再会! 波乱な展開の幕開け!    |        | 松本美弥子 | 宮下直之 |
| 第5話  | 3月21日 | きっと好きになれる…こじれた四角関係の終焉        |        | 保木本真也 | 酒見顕守 |
| 最終話 | 3月28日 | 愛する人か？愛してくれる人か？四角関係ラブ完結！ |        | 保木本真也 | 酒見顕守 |

| 朝日放送テレビ ドラマ+                                | 朝日放送テレビ ドラマ+                                     | 朝日放送テレビ ドラマ+                                   |
| 前番組                                                | 番組名                                                     | 次番組                                                   |
| ----------------------------------------------------- | ---------------------------------------------------------- | -------------------------------------------------------- |
| ミヤコが京都にやって来た! （2021年1月10日 - 2月14日） | ももいろ あんずいろ さくらいろ （2021年2月21日 - 3月28日） | 結婚できないにはワケがある。 （2021年4月18日 - 6月20日） |